# Jen vraždy v budově
Jen vraždy v budově (v anglickém originále Only Murders in the Building) je americký mysteriózní komediálně-dramatický seriál, jehož tvůrci jsou Steve Martin a John Hoffman. Děj sleduje tři sousedy, které hrají Steve Martin, Martin Short a Selena Gomez, kteří sdílí zájem v true crime podcastech a spřátelí se při vyšetřování záhadné vraždy v jejich domě na Upper West Side a vytvoří spolu svůj vlastní podcast. Čtyři desetidílné řady měly premiéru na Hulu v srpnu 2021, červnu 2022, srpnu 2023 a srpnu 2024.
Seriál obdržel pozitivní recenze, přičemž kritici chválili komediální přístup k detektivkám, stejně jako herecké výkony a chemii mezi protagonisty. Získal také spoustu ocenění, včetně nominací na cenu Emmy za nejlepší komediální seriál a na Zlatý glóbus za nejlepší seriál (komedie / muzikál). Martin, Short a Gomezová získali za své výkony nominace na cenu Emmy a Zlatý glóbus. Obsazení čtvrté řady získalo Cenu Sdružení filmových a televizních herců za nejlepší obsazení komediálního seriálu.

## Obsazení

### Hlavní role
| Steve Martin            | Charles-Haden Savage, herec v částečném důchodu, hvězda populárního detektivního seriálu Brazzos z 90. let |
| Martin Short            | Oliver Putnam, ambiciózní broadwayský režisér, který zplodí myšlenku podcastu a stane se jeho režisérem |
| Selena Gomez            | Mabel Mora, mladá umělkyně žijící v bytě své tety a kamarádka Tima Kona |
| Aaron Dominguez         | Oscar Torres (1. řada), nedávno propuštěný vězeň, přítel Mabel a Tima, před deseti lety neprávem odsouzen za vraždu kamarádky Zoe                                                                                                   |
| Amy Ryan                | Jan Bellows (1. řada; 2. řada vedlejší; 4. řada hostující), profesionální fagotistka, která začíná randit s Charlesem |
| Cara Delevingne         | Alice Banks (2. řada), umělkyně, milostná partnerka Mabel |
| Adina Verson            | Poppy White (2. řada; 1. řada hostující), ambiciózní, ale zneužívaná asistentka Cindy. Později je odhalena její skutečná identita –⁠ Becky Butler, která se měla stát obětí jednoho z případů podcastu „Ne všechno je OK v Oklahomě“ |
| Michael Cyril Creighton | Howard Morris (3.–4. řada; 1.–⁠2. řada vedlejší), obyvatel Arconie a milovník koček, jeho kočka zemřela stejnou noc jako Tim Kono. Ve třetí řadě se stává Oliverovým asistentem a ve čtvrté řadě více pomáhá s podcastem             |

### Vedlejší role
| Julian Cihi          | Tim Kono (1. řada), obyvatel Arconie, který zemře v první epizodě. Záhadné okolnosti kolem jeho smrti donutí Charlese, Olivera a Mabel k zahájení vyšetřování případu      |
| Da'Vine Joy Randolph | Donna Williams, detektivka zapojená do vyšetřování všech vražd v podcastu. První případ původně uzavřela, ale opět ho otevřela poté, co její žena začne poslouchat podcast |
| Tina Fey             | Cinda Canning, moderátorka true crime podcastu „Ne všechno je OK v Oklahomě“                                                                                               |
| Jackie Hoffman       | Uma Heller, nevrlá obyvatelka Arconie |
| Jayne Houdyshell     | Bunny Folger (1.–⁠2. řada; 3. řada hostující), tvrdá předsedkyně představenstva Arconie, jejíž vražda je vyšetřována ve druhé řadě                                          |
| Nathan Lane          | Teddy Dimas (1.–⁠2. řada), starý přítel Olivera s vazbami na organizovaný zločin, který souhlasí se sponzorováním podcastu                                                  |
| James Caverly        | Theo Dimas (1. řada; 2.–3. řada hostující), hluchý syn Teddyho |
| Ryan Broussard       | Will Putnam (1.–2. řada; 3.–4. řada hostující), Oliverův syn |
| Teddy Coluca         | Lester (1.–2.; 4. řada; 3. řada hostující), vrátný Arconie |
| Vanessa Aspillaga    | Ursula (1.–⁠2. řada), správkyně Arconie |
| Russel G. Jones      | Dr. Grover Stanley (1.–⁠2. řada), terapeut žijící v Arconii |
| Jaboukie Young-White | Sam (1.–⁠2. řada), nadšený fanoušek podcastu |
| Daniel Oreskes       | Marv (1.–⁠2. řada), nadšený fanoušek podcastu |
| Ali Stroker          | Paulette (1.–⁠2. řada), nadšený fanoušek podcastu |
| Orson Hong           | Grant (1.–⁠2. řada), nadšený fanoušek podcastu |
| Zainab Jah           | Ndidi Idoko (1. řada), sousedka Tima Kona |
| Maulik Pancholy      | Arnav (1. řada), Charlesův soused |
| Olivia Reis          | Zoe Cassidy (1. řada), přítelkyně Mabel, Tima a Oscara, která zemřela před deseti lety po pádu ze střechy                                                                  |
| Zoe Colletti         | Lucy (2. řada), dospívající dcera Charlesovy bývalé přítelkyně |
| Michael Rapaport     | detektiv Kreps (2. řada), policejní detektiv vyšetřující vraždu Bunny |
| Christine Ko         | Nina Lin (2. řada), nová předsedkyně představenstva budovy Arconia |
| Ariel Shafir         | Ivan (2. řada), číšník v oblíbené restauraci Bunny |
| Andrea Martin        | Joy Payne (⁠3. řada; 2. řada hostující), Charlesova maskérka a bývalá snoubenka                                                                                             |
| Jason Veasey         | Jonathan Bridgecroft (3. řada; 2. řada hostující), Howardův soused a přítel, herec v Oliverově hře                                                                         |
| Linda Emond          | Donna DeMeo (3. řada), broadwayská producentka, která financuje Oliverův návrat na Broadway                                                                                |
| Ashley Park          | Kimber Min (3. řada), mladá herečka a influencerka, která hraje Benovu lásku v Oliverově hře                                                                               |
| Jeremy Shamos        | Dickie Glenroy (3. řada; 4. řada hostující), Benův adoptivní bratr a manažer                                                                                               |
| Wesley Taylor        | Clifford „Cliff“ DeMeo (3. řada), syn Donny, který spolufinancuje Oliverův návrat na Broadway                                                                              |
| Jesse Williams       | Tobert (3. řada), kameraman točící dokument o Benovi |
| Don Darryl Rivera    | Bobo Malone (3. řada), herec v Oliverově show |
| Gerald Caesar        | Ty Wessex (3. řada), herec v Oliverově show |
| Allison Guinn        | K. T. Knoblauer (3. řada), divadelní inspicient v Oliverově show |
| Jane Lynchová        | Sazz Pataki (4. řada; 1.–3. řada hostující), Charlesova kaskadérská dvojnice, která je na konci třetí řady zastřelena neznámým útočníkem                                   |
| Molly Shannon        | Bev Melon (4. řada), producentka Paramount Studios, která chce natočit filmovou adaptaci podcastu                                                                          |
| Catherine Cohen      | Trina Brothers (4. řada), dvojče Tawny, režisérka filmové adaptace |
| Jin Ha               | Marshall P. Pope/Rex Bailey (4. řada), scenárista filmové adaptace podcastu                                                                                                |
| Siena Werber         | Tawny Brothers (4. řada), dvojče Triny, režisérka filmové adaptace |
| Desmin Borges        | Alfonso (4. řada), otec rodiny obývající západní křídlo Arconie |
| Richard Kind         | Vince Fish (4. řada), obyvatel západního křídla Arconie nosící pásku přes oko                                                                                              |
| Kumail Nanjiani      | Rudy Thurber (4. řada), fitness influencer a obyvatel západního křídla Arconie, který má celý byt vyzdobený vánočními dekoracemi                                           |
| Daphne Rubin-Vega    | Inez (4. řada), Alfonsova manželka |
| Lilian Rebelo        | Ana (4. řada), dcera Alfonsa a Inez |

### Hostující role
| Adriane Lenox            | Roberta Putnam (1. řada), Oliverova bývalá manželka                                                                    |
| Marie-Francoise Theodore | Roberta Putnam (2. řada), Oliverova bývalá manželka                                                                    |
| Sting                    | on sám (1. řada), obyvatel Arconie                                                                                     |
| Roy Wood Jr.             | Vaugh (1. řada), moderátor podcastu o zahradnictví, on a Lucias svezou Charlese a Olivera                              |
| Jacob Ming-Trent         | Lucias (1. řada), moderátor podcastu o zahradnictví, on a Vaugh svezou Charlese a Olivera                              |
| Jimmy Fallon             | on sám (1. řada) |
| Esteban Benito           | Tavo Mora (1. řada), bratranec Mabel, který vede tatovací salon                                                        |
| Mandy Gonzales           | Silvia Mora (1. řada), matka Mabel                                                                                     |
| Amy Schumer              | ona sama (2. řada), nová obyvatelka bývalého Stingova bytu, která Oliverovi nabídne vytvoření televizní verze podcastu |
| Ben Livingston           | Charlesův otec (2. řada)                                                                                               |
| Shirley MacLaine         | Rose Cooper (2. řada), malířka a milenka Charlesova otce, která se vydává za Leonoru Folger, matku Bunny               |
| Damani Varnado           | Liam Grimsby (2. řada), člen představenstva Arconie                                                                    |
| Mark Consuelos           | otec Mabel (2. řada)                                                                                                   |
| Noma Dumezweni           | Maxine Spear (3. řada), divadelní kritička                                                                             |
| Gerrard Lobo             | Biswas (3. řada), detektiv vyšetřující vraždu Bena                                                                     |
| Adrian Martinez          | Gregg Rivera (3. řada), fanoušek posedlý Benem                                                                         |
| Peter Bartlett           | Jerry Blau (3. řada), zkrachovalý režisér                                                                              |
| Matthew Broderick        | on sám (3. řada), na krátkou chvíli náhradník za Charlese v Oliverově show                                             |
| Mel Brooks               | on sám (3. řada) |
| Scott Bakula             | on sám (4. řada) |
| John McEnroe             | on sám (4. řada) |
| Griffin Dunne            | profesor Dudenoff (4. řada)                                                                                            |
| Melissa McCarthy         | Doreen (4. řada), Charlesova sestra žijící na Long Islandu                                                             |
| Jason Kravits            | Big Mike (4. řada), manžel Doreen                                                                                      |
| Alexandra Templer        | Helga (4. řada) |
| Ron Howard               | on sám (4. řada) |
| Téa Leoni                | Sofia Caccimelio (4. řada)                                                                                             |

## Vysílání
| Řada | Díly | Premiéra v USA  | Premiéra v USA |
| Řada | Díly | První díl       | Poslední díl   |
| ---- | ---- | --------------- | -------------- |
| 1    | 10   | 31. srpna 2021  | 19. října 2021 |
| 2    | 10   | 28. června 2022 | 23. srpna 2022 |
| 3    | 10   | 8. srpna 2023   | 3. října 2023  |
| 4    | 10   | 27. srpna 2024  | 29. října 2024 |

## Produkce

### Vývoj
Steve Martin vymyslel Jen vraždy v budově deset let před jeho premiérou. Jeho původní nápad zahrnoval tři starší muže, kteří zjistí, že jsou všichni posedlí řešením zločinů, ale jsou příliš staří a unavení na to, aby šli ven, a tak se rozhodnou vyřešit zločiny, které jsou pouze v jejich budově. Návrh byl později upraven a místo jednoho staršího muže byla třetí postavou mladší žena. V lednu 2020 bylo oznámeno, že Martin a Martin Short ztvární hlavní role v tehdy nepojmenovaném seriálu společnosti Hulu, který vytvořili Martin a John Hoffman, přičemž Martin, Short a Hoffman spolu s Danem Fogelmanem sloužili jako výkonní producenti; jako produkční společnost sloužilo studio 20th Television. Selena Gomez se později připojila jako třetí hlavní role seriálu. 14. září 2021 společnost Hulu potvrdila, že se seriál dočká druhé řady. 11. července 2022 společnost potvrdila natočení třetí řady, 3. října 2023 čtvrté řady a v září 2024 páté řady.

### Casting
Při oznámení seriálu bylo ohlášeno, že v seriálu ztvární hlavní role Martin a Short. V srpnu 2020 se k obsazení připojila Selena Gomez, která také slouží jako výkonná producentka. V listopadu 2020 se k obsazení přidal Aaron Dominguez do hlavní role. V lednu 2021 se k obsazení připojila Amy Ryan do hlavní role a Nathan Lane do vedlejší role. V prosinci 2021 bylo oznámeno, že se k obsazení druhé řady připojila Cara Delevingne do hlavní role. V lednu 2022 Short oznámil, že Shirley MacLaine a Amy Schumer byly obsazeny do hostujících rolí pro druhou řadu. V únoru 2022 se k obsazení připojil Michael Rapaport do vedlejší role pro druhou řadu.
V srpnu 2022 bylo oznámeno, že se k obsazení pro třetí řadu připojil Paul Rudd  poté, co se objevil v cameo roli na konci druhé řady. V říjnu 2022 byl Jesse Williams obsazen do vedlejší roli pro třetí řadu. V lednu 2023 byla Meryl Streepová obsazena do nezveřejněné role pro třetí řadu. V únoru 2023 se k obsazení připojila Ashley Park do vedlejší role pro třetí řadu. V březnu téhož roku byli do vedlejších rolí obsazeni Jeremy Shamos, Linda Emond, Wesley Taylor, Don Darryl Rivera, Allison Guinn a Gerald Caesar. Dne 20. dubna 2023 bylo oznámeno, že Michael Cyril Creighton byl povýšen do hlavní role pro třetí řadu. V únoru 2024 se k obsazení čtvrté řady připojili Molly Shannon, Eva Longoria a Eugene Levy v nezveřejněných vedlejší rolích. Kumail Nanjiani a Zach Galifianakis se přidali do nezveřejněných vedlejších rolí v březnu 2024. V dubnu 2024 se Desmin Borges, Siena Werber, Lilian Rebelo, Richard Kind, Daphne Rubin-Vega, Catherine Cohen a Jin Ha přidali k obsazení do vedlejších rolí. V květnu 2024 bylo prostřednictvím upoutávky na čtvrtou řadu odhaleno, že se k obsazení přidala Melissa McCarthy.
V březnu 2025 se k obsazení páté řady připojili Keegan-Michael Key, Christoph Waltz a Renée Zellweger v nezveřejněných rolích.